# Dictyonemobius labasa
Dictyonemobius labasa är en insektsart som beskrevs av Otte, D. och Cowper 2007. Dictyonemobius labasa ingår i släktet Dictyonemobius och familjen syrsor. Inga underarter finns listade i Catalogue of Life.